# NK Sloga Orešje
NK Sloga Orešje je nogometni klub iz gradskog naselja Orešje u Svetoj Nedjelji.

## Povijest
Nogometni klub Sloga Jugorapid Orešje osnovan je 1956. godine, no ugašen je 1992. godine.
2005. godine osniva se Nogometni klub Sloga SUZA Orešje, koji je legitimni nasljednik nogometnog kluba Sloga Jugorapid Orešje. 

## Uspjesi
Najveći uspjeh kluba postignut je 2015. godine kada je momčad osvojila naslov prvaka 1. županijske lige – Zapad. Tim rezultatom su izborili i promociju u viši rang, odnosno u Jedinstvenu županijsku nogometnu ligu.

## Stadion
Klub svoje domaće utakmice igra na igralištu uz jezero Orešje.

## Galerija
- Slika sa utakmice protiv NK Mladost KD 2015.